# Mademoiselle Parley Voo
Mademoiselle Parley Voo (Brasil: O Rubi ) é um filme mudo britânico de 1928, do gênero drama, dirigido por Maurice Elvey.